# Kurt Liese
Kurt Liese (* 6. Mai 1882 in Cosel; † 15. Dezember 1945 in Hamburg) war ein deutscher General der Infanterie.

## Leben
Kurt Liese trat am 20. November 1899 in die Preußische Armee ein und diente zunächst im 3. Magdeburgischen Infanterie-Regiment Nr. 66. Als Leutnant (Beförderung am 18. Mai 1901) kam er von hier im Oktober 1906 zum Infanterie-Regiment 147.  1910 war er im Infanterie-Regiment 135, wo er auch 1913 als Oberleutnant (Beförderung am 17. Mai 1910) noch war. Mit Ausbruch des Ersten Weltkriegs war er Hauptmann (Beförderung am 5. September 1914) und Kompaniechef im Reserve-Infanterie-Regiment Nr. 98. Für sein Wirken erhielt er beide Klassen des Eisernen Kreuzes, das Ritterkreuz des Königlichen Hausordens von Hohenzollern mit Schwertern und das Ritterkreuz I. Klasse des Friedrichs-Ordens mit Schwertern sowie das Hamburger Hanseatenkreuz.
Nach Kriegsende wurde er in die Reichswehr übernommen, war 1923 Chef der 14. Kompanie des 1. Infanterie-Regiments und wurde am 1. April 1923 Major. Von 1924 bis 1928 war er im Generalstab der 1. Division in Königsberg. Er kam dann als Kommandeur des III. Bataillons zum 9. Infanterie-Regiment. Als Oberst (Beförderung am 1. April 1931) war er im gleichen Jahr Chef des Stabes der 2. Division.
Am 1. Dezember 1933 wurde er als Generalmajor zum Leiter des Heereswaffenamtes berufen. In dieser Eigenschaft avancierte Liese am 1. November 1935 zum Generalleutnant und am 1. April 1937 zum General der Infanterie. Am 28. Februar 1938 übergab er die Geschäfte an seinen Nachfolger Karl Becker und wurde mit diesem Datum aus dem aktiven Dienst verabschiedet.